# Андре Ролле
Андре Ролле (фр. André Rollet, 8 жовтня 1905, Іврі-сюр-Сен — 19 квітня 1985, Париж) — французький футболіст, що грав на позиції захисника за «Леваллуа» та національну збірну Франції.

## Клубна кар'єра
На клубному рівні протягом 1923–1933 років грав за команду «Леваллуа».

## Виступи за збірну
1927 року дебютував в офіційних матчах у складі національної збірної Франції. Загалом того року провів у її формі 4 матчі.
Помер 19 квітня 1985 року на 80-му році життя в Парижі.